# Quartier du Contades (Strasbourg)
Pour les articles homonymes, voir Contades.
Le quartier du Contades est un quartier de Strasbourg situé au nord-est du centre-ville dans la partie de la ville construite lors de l'annexion de l'Alsace-Lorraine, appelée également Neustadt. Il tire son nom du parc du Contades qui occupe le centre du quartier. Ce quartier regroupe la grande majorité de la population juive de Strasbourg

## Délimitations
Le quartier du Contades a pour voisins au sud le quartier du Tribunal et le secteur de la place de la République, à l'ouest les secteurs de la place de Haguenau et de la place de Bordeaux, au nord le quartier du Wacken et à l'est le quartier de l'Orangerie.

## Administration
Le quartier du Contades relève de trois quartiers administratifs. Une partie du quartier appartient à l'ensemble Gare - Tribunal dont la mairie de quartier se trouve rue Kageneck, une autre dépend du quartier Orangerie - Conseil des XV dont la mairie de quartier se situe boulevard d'Anvers, et une dernière dépend du Centre-ville.

## Description
La Grande synagogue de la Paix, a été consacrée avenue de la Paix en bordure du parc du Contades en 1958. La rivière Aar aux berges préservées coule à l'est du parc. Le manoir du Contades est l’une des dernières grandes villas qui bordaient jadis le parc.
Le consulat général d'Autriche et le Tribunal administratif se trouvent côte à côte sur l'avenue de la Paix en face du parc.
L'école Aquiba et le lycée Jean Geiler de Kaysersberg sont situés rue Baldung Grien. L'annexe Sévigné du lycée René Cassin se trouve rue Turenne. Enfin l'école ORT occupe plusieurs bâtiments de la rue Sellénick.
L'organisation européenne Assemblée des régions d'Europe a son siège dans le quartier, rue Oberlin.
Le quartier est desservi par la ligne B du tram depuis 2000 et par la ligne E depuis 2007.